# Linquornis gigantis
Linquornis gigantis — вимерлий вид куроподібних птахів родини фазанових. Птах існував в міоцені на території сучасного Китаю. Скам'янілі рештки виду знайдені у національному геологічному парку Шанвань (Shanwang) у провінції Шаньдун. Це був великий птах, схожий на індика, завдовжки 70 см.